# Яндекс.Эфир
Яндекс.Эфир — бывший персональный видеосервис и платформа для блогеров с возможностью бесплатного просмотра контента, такого как видео блогеров, эксклюзивные шоу, прямые трансляции спортивных и культурных событий, фильмы, сериалы и другие. На сервисе были доступны более 200 тематических каналов. 1 сентября 2021 года сервис был закрыт, некоторые его функции были распределены по другим сервисам компании, таким как Дзен, Кинопоиск и Яндекс.Спорт.

## Функции
Трансляции и видео были доступны на территории России и Мира: на сайте yandex.ru, в приложении Яндекс и Яндекс.Браузере. Яндекс.Эфир можно было смотреть на мобильных устройствах, на компьютерах и Smart TV, в том числе через Яндекс.Станцию.
Среди основных функций и возможностей: 
- возможность подписаться на блогеров и различные тематики;
- персональные рекомендации (настроить рекомендации можно лайками и дизлайками под видео и оценками на фильмах и сериалах);
- на сервисе  был доступен персональный канал Мой эфир, контент которого составлялся индивидуально для каждого пользователя. Зрители могут отмечать понравившиеся и непонравившиеся видео, удалять неподходящий контент, получая замену;
- возможность обычным пользователям и блогерам самостоятельно загружать видео и зарабатывать на производстве профессионального видеоконтента и монетизации рекламы[3];
- возможность общаться с пользователями во время прямых трансляций в чатах;
- возможность публикации блогерами и обычными пользователями собственных видеороликов;
- персональный рейтинг к фильму, который показывает, насколько фильм подходит каждому конкретному пользователю.
- на сервисе было представлено более 200 тематических каналов[4][5][6].

## Контент

### Блогеры
В марте 2019 года на сервисе появился раздел «Блогеры», в котором собран контент популярных видеоблогов, а также шоу, снятые эксклюзивно для Яндекс.Эфира.
В мае 2019 года появилась информация о том, что авторская передача 
Леонида Парфёнова будет выходить в Яндекс.Эфире.
В марте 2020 года Яндекс.Эфир запустил платформу для размещения профессионального видеоконтента. Предложить своё видео аудитории сервиса могут все, кто создаёт видеоконтент высокого качества. Лучшие видео попадают в тематические каналы Эфира, а также могут быть показаны на главной странице Яндекса. Для отбора качественных видеороликов, контент будет проходить модерацию.

### Шоу
В сентябре 2019 года Яндекс.Эфир начал показывать эксклюзивное шоу «Такая История», ведущими которого стали сначала Егор Крид, а затем Ксения Собчак, а чуть позже Павел Деревянко.
«Просто о сложном» — эксклюзивное шоу Яндекс.Эфира, трансляция началась в октябре 2019 года. Ведущая — 
Софико Шеварднадзе.
В декабре 2019 года в Яндекс.Эфире состоялась премьера музыкального шоу Антона Беляева «LAB», в котором известные артисты разговаривают о творчестве, исполняют свои треки в необычных аранжировках и записывают  версии чужих хитов.

### Спорт и киберспорт
Канал НХЛ начал свою трансляцию в Яндекс.Эфире в октябре 2019 года после того, как Яндекс приобрёл у Национальной хоккейной лиги (НХЛ) эксклюзивные права на показ в России трёх ближайших сезонов лиги.
В 2018—2021 годах в Яндекс.Эфире транслировались матчи Первенства Футбольной национальной лиги в соответствии с договором между Яндексом и ФНЛ (с августа 2021 года — на Яндекс.Спорте(ныне - часть КиноПоиска)).
В феврале 2019 года в Яндекс.Эфире появился канал LoL Esports RU, посвящённый игре League of Legends. На канале транслировался оригинальный контент: киберспортивные турниры по League of Legends, интервью, записи лучших моментов.
В этом же году на сервисе появился самостоятельный раздел «Киберспорт», в котором представлены различные каналы с летсплеями, игровыми синематиками и т. д.

### События
В разделе «События» пользователям доступны записи и прямые трансляции различных культурных, спортивных, образовательных событий и мероприятий. Среди них: трансляции и записи спектаклей, Театральной олимпиады, Недели моды в Москве, фестиваля Нашествие и т. д.
В марте 2019 года были доступны трансляции спектаклей, номинированных на «Золотую маску».
В июне 2019 года на платформе Яндекс.Эфир стартовал культурный проект, в рамках которого в течение года российские театры будут представлять свои спектакли для трансляции на сервисе. Первым был спектакль «Вишнёвый сад» 
Воронежского государственного театра драмы имени Алексея Кольцова.
В сентябре 2019 года Яндекс.Эфир транслировал фестиваль «Круг света».
В апреле 2020 года в Яндекс.Эфире свои концерты в онлайн режиме сыграли Little Big, Uma2rman, Сергей Лазарев и Катя Адушкина.

### Обучение
В апреле 2020 года в Яндекс.Эфире была запущена платформа для обучения, разработанная совместно с Центром педагогического мастерства. Она представляет из себя онлайн-школу для учеников 5—11 классов. Сетка занятий и преподавательский состав формируются экспертами и ведущими преподаватели московских школ. Трансляции проходят в школьные часы, а для перемен предусмотрены развлекательно-образовательные ролики.

### Кино, мультфильмы и сериалы
Контент категоризирован по жанрам, странам производства, годам производства, по тематикам и т. д.  
В ноябре 2019 года Яндекс получил эксклюзив на онлайн-показ нового сезона сериала «Смешарики». Сезон будет состоять из 52 серий и выйдет на «Кинопоиске» и в Яндекс.Эфире в 2020—2021 годах.

### Каналы
Среди каналов, которые были представлены в Яндекс.Эфире — международные (France 24, China TV, Deutsche Welle, WION, KBS World), 57 региональных российских каналов, информационные (ТВ Центр, Звезда, Дождь, Москва 24 и др.), развлекательные (Ю, Охотник и Рыболов, Fashion TV и др), музыкальные (МУЗ-ТВ, RUTV, TНT Music и др.), бизнес (РБК, Успех) спортивные (НХЛ, Старт, ФНЛ, и др.), и др. Представлены также тематические каналы.